# Thyreus hyalinatus
Thyreus hyalinatus är en biart som först beskrevs av Joseph Vachal 1903.  Thyreus hyalinatus ingår i släktet Thyreus och familjen långtungebin. Inga underarter finns listade i Catalogue of Life.